# Linia kolejowa nr 975
Linia kolejowa nr 975 – pierwszorzędna, jednotorowa, zelektryfikowana linia kolejowa łącząca miejsce dawnego posterunku SKP z rejonem Wg stacji Węgliniec.
Linia umożliwia przejazd pociągów towarowych, jadących z kierunku Bolesławca, Zgorzelca, Żar i Szklenic na północną część towarową Węglińca z pominięciem części pasażerskiej.